# Ladungsdiebstahl
Ladungsdiebstahl ist eine Sonderform des Diebstahls, der den Güterverkehr (in Mitteleuropa vorwiegend den Güterkraftverkehr) betrifft. Nach einer Vorgehensweise der Täter werden diese auch „Planenschlitzer“ genannt. Meist handelt es sich um professionell vorgehende Banden.

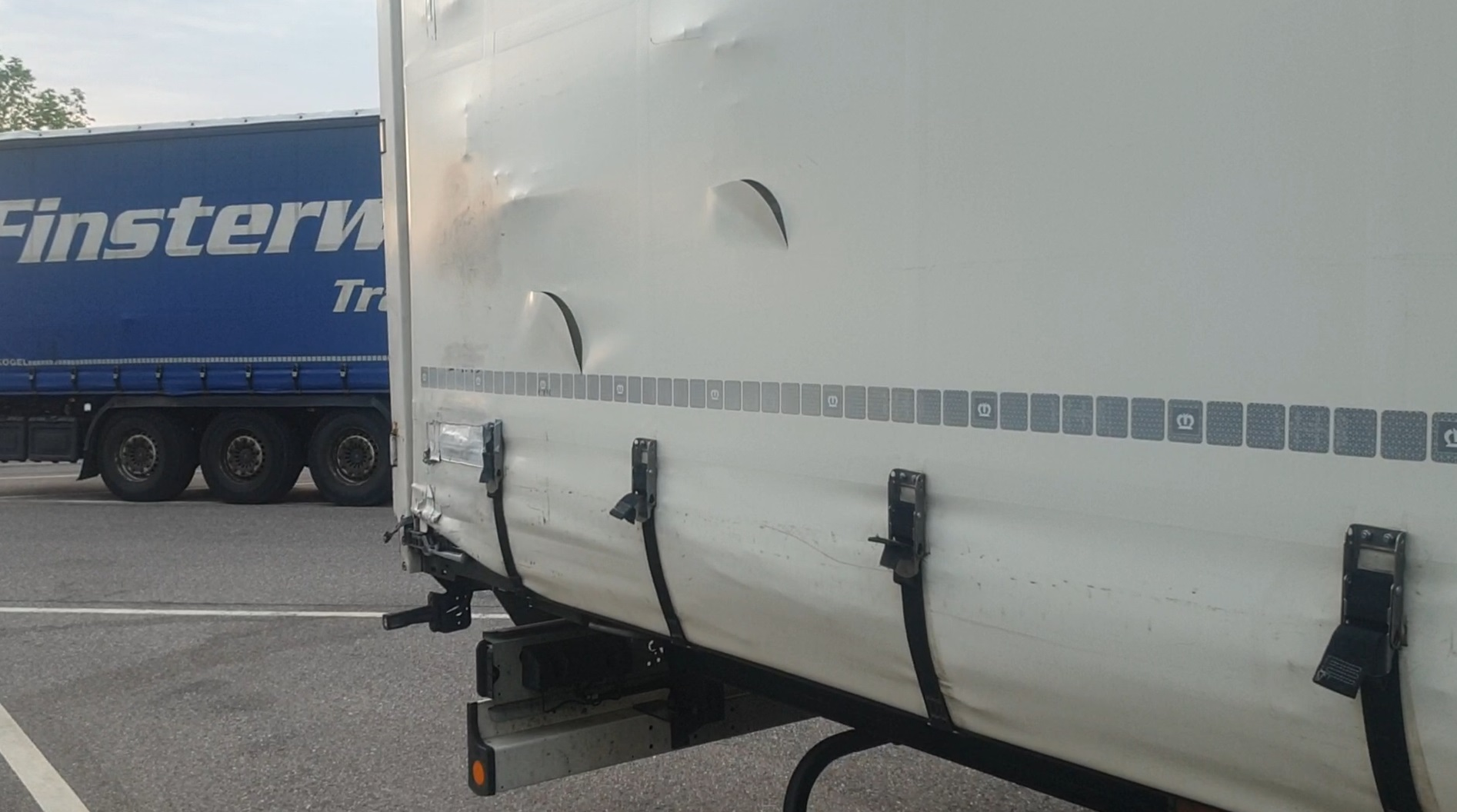
Aufgeschlitzte LKW-Plane in der typisch sichelförmigen Form

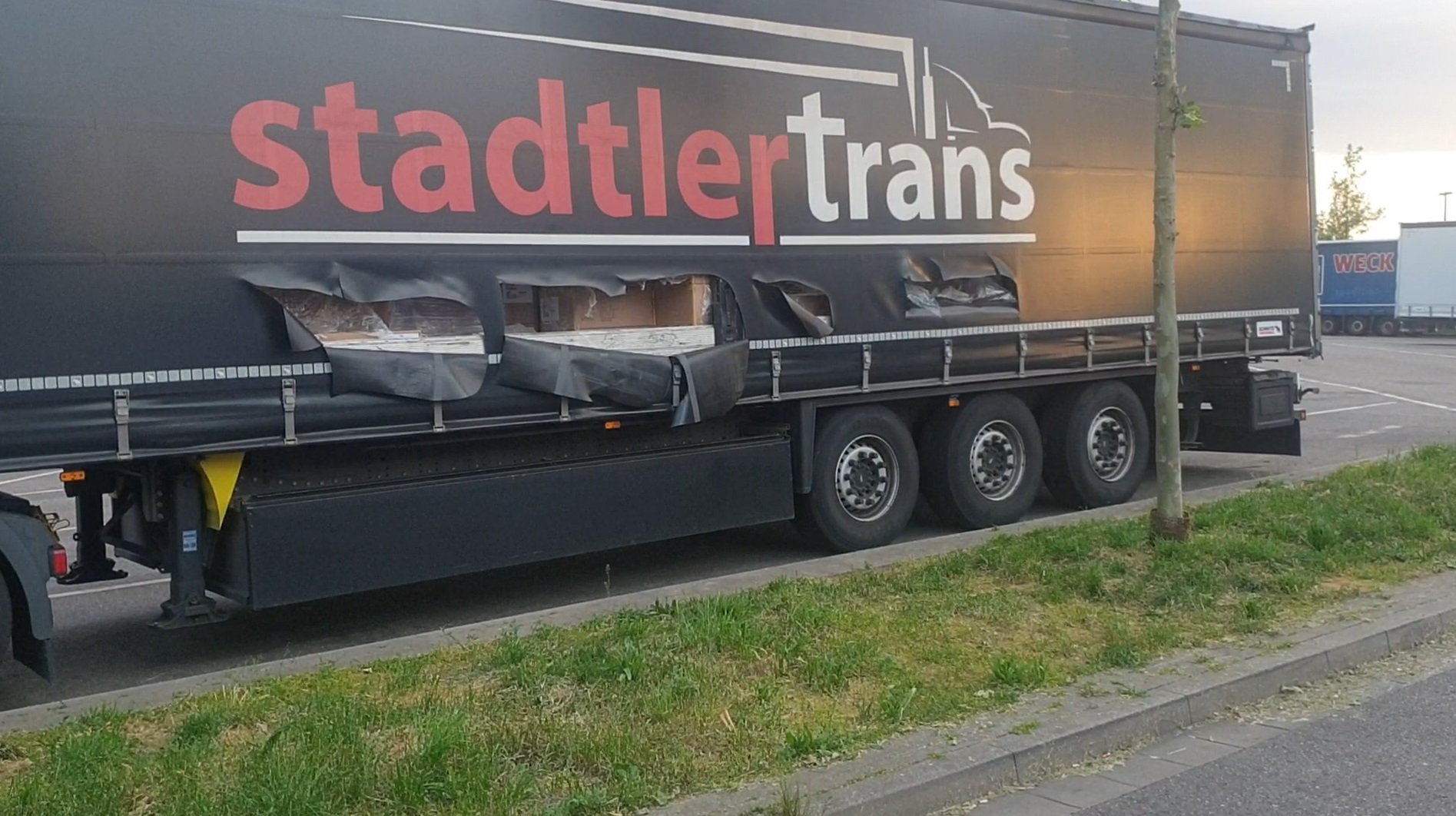
Aufgeschlitzte LKW-Plane mit entwendeter Ladung

In Deutschland werden jährlich die Ladungen von ungefähr 25.000 Lkw gestohlen. Die gestohlenen Güter haben einen Wert von über einer Milliarde Euro. Weitere Schäden in dreistelliger Millionenhöhe entstehen durch Konventionalstrafen für Lieferverzögerungen, Reparaturkosten sowie Umsatzeinbußen und Produktionsausfälle bei den eigentlichen Abnehmern.
Die Meinung, Ladungsdiebstahl wäre lukrativer als Banküberfall, basiert auf der Einschätzung, dass bei entsprechender Ladung der Wert der Beute höher ist. Die Strafe ist hingegen geringer, wenn keine Menschen bedroht werden, es sich also um Diebstahl und nicht um Raub handelt.
Bei der Bekämpfung arbeiten Polizeien verschiedener Länder zusammen. Frontex und Europol initiieren und koordinieren Schwerpunktaktionen Trivium Action Days, an denen 2020 auch Österreich teilnahm. Anfang 2022 fassten die Polizei Brandenburg und das polnische Centralne Biuro Śledcze Policji Männer im Alter zwischen 35 und 48 Jahren, die für 349 Ladungsdiebstähle verantwortlich sind.
Auch wenn meist Lkw betroffen sind, gibt es auch Fälle bei anderen Transportmittel, wie zum Beispiel Diebstahl aus langsam fahrenden Güterzügen.
Varianten von Ladungsdiebstahl sind u. a.:
- Männer in Arbeitskleidung des zu beliefernden Unternehmens fangen den Fahrer ab und teilen ihn mit, dass die Ware zu einer anderen Adresse gefahren werden soll,
- Aufschlitzen von Planen, um Ladegut zu stehlen, wenn die Fahrzeuge unbewacht sind (zum Beispiel auf Rastanlagen),
- der Fahrer wird von einem ihn überholenden Fahrzeug aus auf einen vermeintlichen Schaden am eigenen Lkw aufmerksam gemacht; nach dem Stopp des Lkw wird er gewaltsam ausgeraubt,
- mit gefälschten Identitäten agieren Betrüger in Frachtenbörsen als scheinbar seriöse.